# Valentin Furdui
Valentin Furdui (Chișinău, 1º settembre 1987) è un ex calciatore moldavo, di ruolo centrocampista.

## Carriera
Furdui ha rescisso il suo contratto con lo Sheriff Tiraspol il 18 giugno 2014. Più tardi ha firmato con la squadra di massima serie kazaka del Qaisar all'inizio di luglio dello stesso anno.

## Palmarès

### Club

#### Competizioni nazionali
- Supercupa Moldovei: 1

Sheriff Tiraspol: 2013